# Episodi di Provaci ancora Gary (seconda stagione)
La seconda stagione della serie televisiva Provaci ancora Gary è andata in onda negli Stati Uniti dal 23 settembre 2009 al 17 marzo 2010 su CBS.
In Italia è andata in onda dal 2 giugno al 21 luglio 2010 con un doppio episodio settimanale, sul canale Fox.
In chiaro è stata trasmessa in prima TV su Italia 1 a partire da lunedì 26 marzo 2012, per poi essere sospesa al decimo episodio per bassi ascolti; gli ultimi episodi vennero poi trasmessi come tappabuchi di primo mattino sempre su Italia 1 tra la fine di dicembre 2012 e il 6 gennaio 2013.
| nº | Titolo originale                       | Titolo italiano                         | Prima TV USA      | Prima TV Italia |
| -- | -------------------------------------- | --------------------------------------- | ----------------- | --------------- |
| 1  | Gary Has a Dream                       | Il sogno di Gary                        | 23 settembre 2009 | 2 giugno 2010   |
| 2  | Gary Promises Too Much                 | Gary promette troppo                    | 30 settembre 2009 | 2 giugno 2010   |
| 3  | Gary's Demo                            | Il demo di Gary                         | 7 ottobre 2009    | 9 giugno 2010   |
| 4  | Gary Shoots Fish in a Barrel           | Gary pesca il pesce nel barile          | 14 ottobre 2009   | 9 giugno 2010   |
| 5  | Gary on the Air                        | Gary va in onda                         | 21 ottobre 2009   | 16 giugno 2010  |
| 6  | Gary Tries to Do It All                | Gary prova a farsi in quattro           | 4 novembre 2009   | 16 giugno 2010  |
| 7  | Gary and Allison's Friend              | L'amica di Gary ed Allison              | 11 novembre 2009  | 23 giugno 2010  |
| 8  | Gary Apologizes                        | Gary si scusa                           | 18 novembre 2009  | 23 giugno 2010  |
| 9  | Gary Keeps a Secret                    | Gary mantiene un segreto                | 25 novembre 2009  | 30 giugno 2010  |
| 10 | Gary Gives Sasha His Full Attention    | Gary dà a Sasha tutta la sua attenzione | 9 dicembre 2009   | 30 giugno 2010  |
| 11 | Gary Is a Boat Guy                     | Gary è un lupo di mare                  | 16 dicembre 2009  | 7 luglio 2010   |
| 12 | Gary Feels Tom Slipping Away           | Gary sente che Tom gli sfugge           | 13 gennaio 2010   | 7 luglio 2010   |
| 13 | Gary Has to Choose                     | Gary deve scegliere                     | 20 gennaio 2010   | 14 luglio 2010  |
| 14 | Gary Lowers the Bar                    | Gary abbassa il tiro                    | 10 febbraio 2010  | 14 luglio 2010  |
| 15 | Gary's Big Mouth                       | Gary e la "Zuppa"                       | 3 marzo 2010      | 21 luglio 2010  |
| 16 | Gary Tries to Find Something for Mitch | Gary cerca un lavoro per Mitch          | 10 marzo 2010     | 21 luglio 2010  |
| 17 | Gary Unmarried?                        | Gary divorziato?                        | 17 marzo 2010     | 21 luglio 2010  |